# Alf Schreyer
Alf Schreyer (* 13. Mai 1915 in Dockenhuden; † 4. August 1993 in Hamburg) war ein deutscher Archivar, Heimatforscher und Publizist.

## Leben
Alf Schreyer war der Sohn von Lothar Schreyer und dessen Gattin Marie Margarete, geborene Donner. Die Eltern waren gebürtige Dresdner und hatten auch in Berlin und Weimar gelebt. Alf Schreyer wuchs nahe Hamburg auf und besuchte unter anderem eine Rudolf-Steiner-Schule in Wandsbek. Die Schulausbildung schloss er mit der mittleren Reife ab. Anschließend begann er eine Berufsausbildung als Verlagsbuchhändler an der Hanseatischen Verlagsanstalt, für die sein Vater als Cheflektor arbeitete. Ab 1934 absolvierte er ein Volontariat beim Hamburger Tageblatt. Während der Zeit des Nationalsozialismus galt Schreyer als „politisch unreif“, weshalb ihm weitere Tätigkeiten als Journalist verwehrt wurden. Schreyer, der als passionierter und guter Fotograf galt, wechselte daraufhin zur Landesbildstelle.
Während des Zweiten Weltkriegs leistete Schreyer, der seit dem 10. Lebensjahr Mitglied der Hitlerjugend war, Kriegsdienst. Anschließend machte er sich selbstständig und fotografierte für kirchliche Publikationen. 1969 nahm er eine Stelle in der Verwaltung des Kirchenkreis Stormarn an, wo er die Pflege des Archivs übernahm. Seine Dienstzeit als Abteilungsleiter in der Verwaltung endete 1980.
Alf Schreyer war seit 1953 verheiratet mit Maren, geborene Feddern (1927–1973). Aus der Ehe gingen zwei Kinder hervor. Das Paar ruht auf dem Friedhof Wohldorf.

## Werke
Alf Schreyer publizierte insbesondere zur Regional- und Kirchengeschichte aus Stormarn und Hamburg. Bei den Arbeiten, die sich mit Mittelalter und Neuzeit befasst, verwendete er häufig nur schwer zugängliche Belege und ließ zahlreiche von ihm erstellte Fotografien einfließen. 1987 verfasste er Kirche in Stormarn. Geschichte eines Kirchenkreises und seiner Kirchengemeinden, in dem er die Zeit des Nationalsozialismus deutlich aufarbeitete. Dies kann als sein bedeutendstes Werk angesehen werden. Außerdem erstellte er Fotobände über Volksdorf (1986), Bergstedt (1991) und Wohldorf-Ohlstedt (1991). Einen Schwerpunkt seiner Werke stellte die Geschichte der Walddörfer sowie die Oberalster dar. Von 1977 bis 1990 übernahm er die Redaktion der heimatgeschichtlichen Zeitschrift De Spieker/Unsere Heimat, die Walddörfer, in der über 100 von ihm verfasste Beiträge erschienen.

## Ehrungen
Zum 70. Geburtstag Schreyers verlieh ihm der Senat der Stadt Hamburg die Medaille für treue Arbeit im Dienste des Volkes in Bronze. Der Verein für Hamburgische Geschichte zeichnete ihn mit einer Lappenberg-Medaille in Bronze aus. Anlässlich des 75. Geburtstags wurde Schreyer 1990 eine Festschrift gewidmet: Festschrift Alf Schreyer. Mit Beiträgen von Günther Bock, Karl Ludwig Kohlwage, Wolfgang Lange, Johannes Spallek. Stormarner Heft 15, Neumünster 1990 Hrsg. vom Kreis Stormarn.